# Jigsaw (2017)
Jigsaw (bra: Jogos Mortais: Jigsaw; prt: Jigsaw: O Legado de Saw) é um filme de terror estadunidense de 2017, dirigido por The Spierig Brothers e escrito por Josh Stolberg e Peter Goldfinger, lançado sete anos após os acontecimentos de Saw 3D (2010) sendo o oitavo título da franquia Saw, criada por James Wan e Leigh Whannell. Produzido por Twisted Pictures e distribuído pela Lionsgate, é estrelado por Matt Passmore, Callum Keith Rennie, Tobin Bell, Clé Bennett Hannah e Emily Anderson.
Estreou no dia 26 de outubro de 2017 em Portugal, chegando nos Estados Unidos no dia seguinte. No Brasil, teve sua estreia adiada, sendo lançado em 30 de novembro de 2017. Recebeu críticas geralmente desfavoráveis da imprensa especializada. Por outro lado, agradou boa parte do público. No site Rotten Tomatoes, possui 91% de aprovação proveniente dos espectadores, superando Saw, de 2004, que contabiliza 84%. Com US$ 38 milhões na receita doméstica, Estados Unidos e Canadá, Jigsaw ultrapassou os ganhos de Saw VI, que arrecadou pouco mais de US$ 27 milhões. Mundialmente, também ultrapassou Saw VI ao atingir quase US$ 103 milhões, sendo o sétimo mais rentável da franquia.

## Enredo
O filme se inicia com a perseguição de Edgar Munsen (Josiah Black) pela polícia, onde ele aciona um dispositivo ativador antes de ser baleado, não gravemente, pelo Detetive Halloran (Callum Keith Rennie) da polícia e seus colegas oficiais. 
Cinco pessoas são mantidas em cativeiro em um celeiro. Todas com um balde na cabeça e um laço de metal ao redor do pescoço. Uma gravação em fita de John Kramer (Tobin Bell) explica que eles devem realizar um pequeno sacrifício de sangue e precisarão confessar seus erros passados. As correntes começam a ser puxadas em direção a uma parede com serras circulares. Anna (Laura Vandervoort), Mitch (Mandela Van Peebles), Ryan (Paul Braunstein) e Carly (Brittany Allen) conseguem sobreviver após tentarem se cortar levemente nas serras, mas um homem que não estava consciente durante o jogo parece morrer.
O próximo teste começa a revelar que Carly causou a morte de uma mulher asmática roubando sua bolsa, onde estava o seu inalador de emergência dentro. Para evitar que os outros morram por enforcamento, ela deve injetar em si uma de três seringas, uma contendo o antídoto contra o veneno em seu corpo, uma solução salina e um ácido potente. Ryan, o membro do grupo que havia sido responsável pela morte de várias pessoas, fica nervoso com a situação e introduz as três seringas de uma vez em Carly para se salvar, derretendo o rosto e matando-a.
Quando adentram ao terceiro teste, Ryan tenta fugir por uma porta chamada " sem saída ", e sua perna é presa por fios afiados, imobilizando-o. Anna e Mitch descobrem uma porta destrancada que se fecha logo depois. Uma mensagem gravada diz que eles morrerão enterrados por grãos e por uma queda ferramentas grandes e pontiagudas, a menos que Ryan puxe uma alavanca. Anna e Mitch então sobrevivem, mas a perna de Ryan é brutalmente mutilada quando ele puxa a alavanca.
O quarto teste revela que Mitch vendeu uma motocicleta, sabendo que os freios estavam falhos, ao sobrinho de John Kramer (Bauston Camilleri), que acabou sendo atropelado por um caminhão enquanto tentava frear a motocicleta. Mitch tem seus pés presos por cabos que o levam a uma máquina onde ele será abaixado a espirais em forma de espelhos, a menos que consiga puxar o freio que desativaria a máquina. Embora Anna tente parar o mecanismo, Mitch é brutalmente dilacerado.
Halloran pede a prisão de Eleanor (Hannah Emily Anderson) e Logan (Matt Passmore) depois que um cadáver, que supostamente é o de Mitch, é descoberto no estúdio. Logan convence Hunt (Clé Bennett) a deixá-los ir, pois ambos tem a suspeita que Halloran seja o culpado. Eleanor deduz onde o jogo está ocorrendo. Ela e Logan partem para o celeiro. Halloran os segue. Enquanto isso, Hunt encontra peças em forma de carne humana no congelador de Halloran, dando a entender que é ele um seguidor de Jigsaw e por fim o assassino imitador.
Anna tenta enganar e ir em direção a uma porta para a liberdade, mas é novamente capturada. Ela acorda com Ryan, que continua vivendo apesar de seu grave ferimento. Cada um está acorrentado em uma sala com uma figura encapuzada. A figura encapuzada remove seu manto e revela ser John Kramer. John revela que Anna era uma antiga vizinha dele quando ele foi diagnosticado com câncer pela primeira vez. Ela sufocou seu bebê em um ataque de raiva, e jogou a culpa em seu marido, Matthew (Edward Ruttle), colocando o corpo de seu filho ao lado dele enquanto ele dormia. Seu marido mais tarde cometeu suicídio em um ataque de tristeza, acreditando que ele acidentalmente sufocou seu próprio bebê. John explica que os dois ainda não ganharam sua sobrevivência. Ele coloca uma arma carregada entre eles, dizendo-lhes que é a "chave" para sua sobrevivência. Anna interpreta erroneamente a mensagem de John e tenta atirar em Ryan com a arma, que é revelada ser manipulada, após atirar na culatra e matá-la. Ryan começa a chorar ao perceber que as chaves de suas correntes estavam escondidas dentro da arma, pois elas foram destruídas quando Anna puxou o gatilho. Ele percebe que a chave verde coordenada com a trava verde de Anna foi dobrada e fora de uso e sua chave amarela e cadeado foram divididas ao meio, não deixando nenhuma esperança para nenhuma de suas escapadas. Ryan acaba morrendo por perda de sangue ou desidratação.
Logan e Eleanor investigam o celeiro, mas são emboscados por Halloran. Eleanor consegue fugir. Após atacar Logan deixando-o inconsciente, Halloran também é atacado por alguém não visto no momento.
Logan e Halloran despertam utilizando coleiras compostas de cortadores a laser. Uma mensagem gravada explica que eles devem confessar seus pecados para sobreviver e que podem escolher quem vai primeiro. Halloran obriga Logan a ser o primeiro. Logan confessa que trocou equivocadamente os exames de Raios-X de Kramer em anos anteriores, tendo feito o câncer de Kramer fosse desconsiderado até ser tarde demais. Mesmo tendo confessado, o colar é ativado por completo em Logan, que parece ter morrido. Halloran é testado em seguida. Ele admite ter permitido que assassinos, estupradores e outros infratores venham a ter ficado livres em troca de suborno, depois disso, seu colar é desativado.
De repente, Logan se levanta, revelando que ele fingiu sua morte para que Halloran confessasse seus pecados e que o jogo do celeiro ocorreu a dez anos atrás. Ele era o homem que parecia ter morrido no primeiro teste, mas Kramer, achando que ele não deveria morrer pelo fato dele ter ficado desacordado, o salva. John fez de Logan o seu primeiro aprendiz. Os corpos que foram encontrados com as peças de quebra cabeça eram realmente de criminosos que Halloran havia soltado. Logan colocou-os no mesmo teste que foi realizado dez anos antes. Logan também revela que Edgar Munsen, um dos criminosos que Halloran soltou, foi responsável pelo assassinato de sua esposa. Ele diz que Halloran morrerá e será apontado como o novo Jigsaw, pois ele não confessou todos os seus pecados e quebrou as regras para forçar Logan a ser o primeiro. Logan diz a Halloran que " fala pelos mortos " e então reativa o colar laser em volta do pescoço de Halloran. Por fim, Logan fecha a porta, logo depois da cabeça de Halloran ser cortada em vários pedaços, matando-o.

## Elenco
| Ator                  | Personagem              |
| --------------------- | ----------------------- |
| Tobin Bell            | John Kramer / Jigsaw    |
| Matt Passmore         | Logan Nelson            |
| Callum Keith Rennie   | Detetive Halloran       |
| Hannah Emily Anderson | Eleanor Bonneville      |
| Clé Bennett           | Detetive Keith Hunt     |
| Laura Vandervoort     | Anna                    |
| Paul Braunstein       | Ryan                    |
| Mandela Van Peebles   | Mitch                   |
| Brittany Allen        | Carly                   |
| Josiah Black          | Edgar Munsen            |
| Edward Ruttle         | Matthew                 |
| Sam Koules            | Melissa Nelson          |
| Misha Rasaiah         | Judy                    |
| Arabella Oz           | Técnica de Laboratório  |
| Bauston Camilleri     | Sobrinho de John Kramer |
| N/A                   | Malcolm Neale           |
| James Gomez           | Mitch Look-A-Like       |
| Lauren Beatty         | Carly Look-A-Like       |
| Keeya King            | Rebecca                 |
| Michael Boisvert      | Lee James               |
| Shaquan Lewis         | Oficial Solomon         |
| Tina Jung             | Mãe Expectante          |